# شيرمان ليلاند
شيرمان ليلاند (بالإنجليزية: Sherman Leland)‏ هو محامي وسياسي أمريكي، ولد في 29 مارس 1783، وتوفي في 1853. انتخب عضو مجلس نواب ماساتشوستس.